# رکن‌آباد (خلخال)
رکن‌آباد یک روستا در ایران است که در دهستان شال واقع شده‌است.